# Російська сільська рада (Шипуновський район)
Росі́йська сільська рада (рос. Российский сельский совет) — сільське поселення у складі Шипуновського району Алтайського краю Росії.
Адміністративний центр — село Шипуново.

## Історія
2010 року ліквідована Биковська сільська рада (село Биково, селище Калиновка), територія увійшла до складу Російської сільської ради.

## Населення
Населення — 1327 осіб (2019; 1829 в 2010, 1989 у 2002).

## Склад
До складу сільської ради входять:
| Населений пункт   | Населення, осіб (2002) | Населення, осіб (2010) |
| ----------------- | ---------------------- | ---------------------- |
| Биково, село      | 676                    | 612                    |
| Калиновка, селище | 193                    | 191                    |
| Шипуново, село    | 1120                   | 1026                   |